# Barrilito
Barrilito er et mexicansk ølmærke af typen pilsner og produceres af Grupo Modelo. Flasken har en form som skiller sig en del ud fra andre mexicanske ølmærker.